# لدا کاسمیدز
لدا کاسمیدز (انگلیسی: Leda Cosmides؛ زادهٔ ۹ مهٔ ۱۹۵۷) روان‌شناس، و استاد دانشگاه اهل ایالات متحده آمریکا است.
وی همچنین برندهٔ جوایزی همچون کمک‌هزینه گوگنهایم شده‌است.

## زندگی‌نامه
لدا کاسمیدز در ابتدا زیست‌شناسی را در کالج رادکلیف/دانشگاه هاروارد خواند و در سال ۱۹۷۹  لیسانس را دریافت کرد. زمانی که در مقطع کارشناسی بود، تحت تأثیر زیست‌شناسی فرگشتی مشهور رابرت ال. تریورز قرار گرفت که مشاور او بود. در سال ۱۹۸۵، کاسمیدز دکترای روان‌شناسی شناختی را از هاروارد دریافت کرد. پس از تکمیل کار فوق دکتری زیر نظر راجر شپرد در دانشگاه استنفورد، او در سال ۱۹۹۱ به هیئت علمی دانشگاه کالیفرنیا، سانتا باربارا پیوست و در سال ۲۰۰۰ استاد تمام شد.
در سال ۱۹۹۲، همراه با جان توبی و جروم بارکو، کاسمیدز «ذهن سازگار: روانشناسی تکاملی و نسل فرهنگ» را ویرایش کرد. او و توبی همچنین مرکز روان‌شناسی تکاملی را تأسیس کردند و به‌طور مشترک کارگردانی کردند.
لدا کاسمیدز در سال ۱۹۸۸ جایزه انجمن آمریکایی برای پیشرفت علم برای تحقیقات علوم رفتاری، ۱۹۹۳ انجمن روان‌شناسی آمریکا جایزه علمی ممتاز برای مشارکت اولیه شغلی در روان‌شناسی، فلوشیپ گوگنهایم، ۲۰۰۵ جایزه پیشگام مدیر مؤسسه ملی سلامت، و ۲۰۲۰ جایزه ژان نیکود.